# Louis d'Avila
Don Luis de Ávila y Zúñiga, parfois francisé en Louis d'Avila, né à Plasencia vers 1504 et mort dans la même ville en 1573, est un homme d'État, de lettres et de guerre espagnol.

## Biographie
Fidèle serviteur de l'empereur Charles Quint, il sert son fils Philippe II d'Espagne comme conseiller et ambassadeur extraordinaire auprès du Saint-Siège. Fils du comte de Risco, il fait un mariage très avantageux avec l'héritière du marquisat de Mirabel qui lui permet d'accéder à l'aristocratie castillane. Il a lui-même été grand-commandeur de l'ordre d'Alcantara.
Homme d'armes de l'Empereur, il participe à l'expédition contre Tunis, en 1535, et commande une partie de la cavalerie espagnole aux côtés de l'empereur et du duc d'Albe lors de la guerre contre la ligue protestante de Smalkalde en 1546-1547. Il est également présent auprès de l'empereur dans ses échecs, notamment dans l'expédition d'Alger en 1541 ou au siège de Metz en 1552.
Luis de Avila était particulièrement proche de l'empereur. Il fit partie des derniers fidèles à le visiter régulièrement lors de sa retraite au monastère de Yuste. Il était présent lors des derniers instants de l'empereur et son témoignage sur cet événement est l'un des seuls qui nous soient restés. Il vouait une telle admiration à l'empereur qu'il fit décorer son palais de Mirabel de fresques racontant les hauts faits de son maître.

## Témoignage
Il s'illustre également dans le domaine des lettres par la composition d'une ambitieuse chronique, le Comentario de la guerra de Alemania hecha por Carlos V, máximo emperador romano, rey de España, entre los años 1546 y 1547, qui voulait égaler les Commentaires de César. Cette chronique a eu un immense succès : publiée en 1549, elle fut traduite dès l'année suivante en français par le héraut Mathieu Vaulchier, en latin par le secrétaire personnel de l'empereur, Guillaume van Male, et dans bien d'autres langues par la suite. Charles-Quint l'appréciait tout particulièrement et en emporta deux traductions avec lui à Yuste. Elle constitue un véritable panégyrique de l'empereur, à tel point qu'on l'a souvent considérée comme trop favorable pour constituer une source fiable de l'histoire. 